# Ялтинская Александровская мужская гимназия
Ялтинская Александровская мужская гимназия — мужская казённая гимназия в городе Ялте (ныне ул. Кирова, 31а). Действовала с 1894 по 1920 год. Здание гимназии объект культурного наследия.

## История
14 сентября 1876 года в Ялте открылись мужская и женская прогимназии. Попечителем учебных заведений являлся меценат и владелец Форосского имения А. Г. Кузнецов.
Годом открытия Ялтинской мужской гимназии считается 1894. Она была реорганизована из прогимназии.
Педагогам приходилось считаться с тем, что в гимназии обучалось много слабых и болезненных детей, страдающих разными формами туберкулеза. Они приезжали в Ялту на 2-3 года по рекомендациям врачей и часто уезжали, как только поправлялись. Для того, чтобы ученики могли укрепить свое здоровье, было принято решение проводить в неделю 2 урока физической культуры по 50 мин., а «в основу преподавания гимнастики необходимо было положить строгую методичность и план, приноровленный к различным возрастам учащихся и местным условиям». 
29 ноября 1897 года действительный статский советник А. Ф. Преображенский назначается директором Ялтинской Александровской мужской гимназии. Ранее с 1892 года он был директором Ялтинской мужской прогимназии на Бульварной улице. При нём организуется преподавание в гимназии, растет количество учеников и преподавателей, строится церковь, а также пансион для иногородних гимназистов слабых здоровьем. В 1899 году гимназисты торжественно отметили 100-летие со дня рождения А. С. Пушкина.
При втором директоре А. Г. Готлибе 1903—1908 годах были введены изменения в учебный процесс: сокращена длительность урока до 50 минут, увеличены перемены, много внимания уделялось подвижным играм. Гимназисты, учившиеся по сокольской системе, летом 1907 года завоевали на V Всесокольском слете в Праге награды за свое гимнастическое выступление. Готлиб неоднократно посещал чешские школы, перенимая их опыт, обменивался опытом по физическому воспитанию учащихся с приезжавшими в школу педагогами. Издал в 1909 году брошюру «Физическое воспитание учащихся в Ялтинской Александровской гимназии».
Собранные на благотворительных мероприятиях в 1904—1905 средства перечислялись в пользу раненым и больным воинам, прибывавшим в Ялту на излечение с русско-японской войны.
Осенью 1904 года певица Е. К. Мравина дала два концерта в зале гимназии в пользу нуждающихся туберкулёзных больных и на постройку здания пансионата «Яузлар».
При Н. М. Гутьяре в марте 1909 года в гимназии состоялся концерт М. И. Долиной и Н. В. Симбирского, артистов Санкт-Петербургского театра, а в сентябре 1911 года — знаменитый благотворительный базар, в котором со своими работами участвовала императрица Александра Федоровна с дочерьми. В лотерее разыгрывались предметы, пожертвованные Высочайшими Особами. От этой благотворительной акции была выручена огромная сумма, превышавшая 40 тыс. руб . Деньги были распределены между Ялтинскими благотворительными учреждениями. Базар посетил и император Николай II.
По состоянию на 1914—1915 учебный год в Ялтинской Александровской гимназии число учащихся достигло 361 человек. Годовой бюджет 39257 рублей от казны, 25204 рублей от местных средств, итого 64461 рублей. Себестоимость обучения 200,3 рублей, плата с гимназиста 75 рублей.
На директорство И. Ю. Сабин-Гуса пришелся тяжелый период функционирования гимназии — Великая война. Ввиду больших расходов на войну Министерство просвещения сократило в Александровской мужской гимназии с января 1915 года 30 казенных стипендий для нуждающихся учеников (одну стипендию учредил на свои средства градоначальник генерал свиты И. А. Думбадзе). В гимназии было введено обучение военному строю. Гимназисты занимались в военных казармах в Ливадии. Их обучали стрелять из винтовок, объясняли принципы современной войны, умение экономно расходовать патроны. Обучение с 1915 года в гимназии стало укороченным — многие гимназисты уходили добровольцами на фронт. 23 января 1915 года состоялся досрочный выпуск гимназистов — каждому добровольцу повесили на шею золотой крест и благословили.

## Здание гимназии

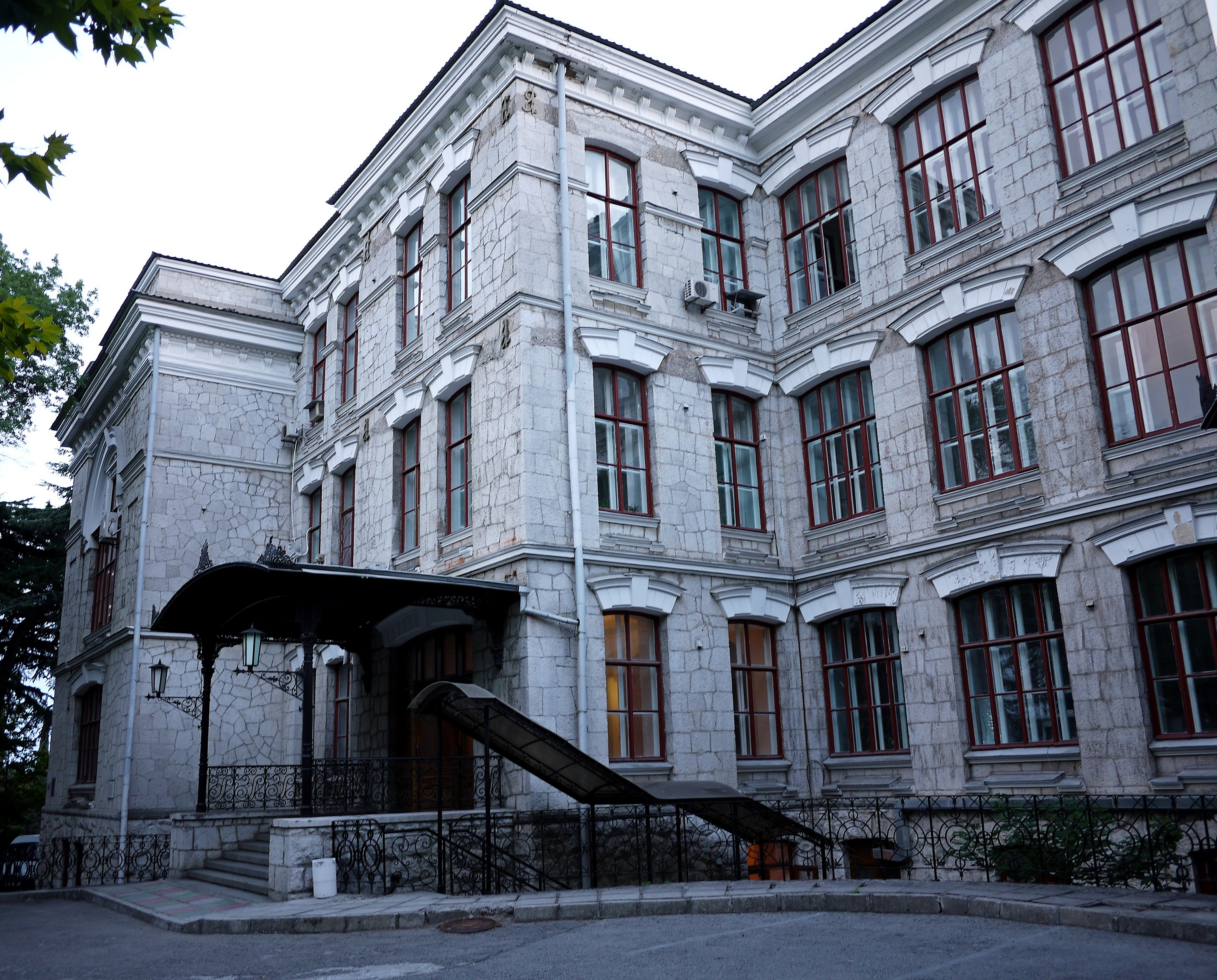
Институт винограда и вина «Магарач» Корпус №1 (главный вход)

Строительство здания гимназии в стиле неоренессанса продолжалось с 1894 по 1898 год и осуществлялось архитектором Г. Шрейбером под руководством главного архитектора Ялты Н. П. Краснова.
В настоящее время в здании бывшей гимназии размещается Институт винограда и вина «Магарач».

## Директора гимназии
1. Преображенский, Александр Филиппович (29.11.1897 — 1903),
2. Готлиб, Артур Генрихович (1903—1908),
3. Гутьяр, Николай Михайлович (1908—1912),
4. Сабин-Гус, Иван Юрьевич (1.9.1912 — 1920)[5].

## Выпускники
См. также Выпускники Ялтинской мужской гимназии